# Versus (singel)
Versus – piętnasty singel oraz utwór niemieckiego DJ-a i producenta - Tomcrafta, wydany w duecie z Sunbeam 20 sierpnia 2000 w Niemczech przez wytwórnię Kosmo Records i Kontor (wydanie 12") oraz przez Edel Records (wydanie CD). Utwór pochodzi z debiutanckiego albumu Tomcrafta - All I Got (dziewiąty singel z tej płyty). Na singel składa się tylko utwór tytułowy w czterech wersjach (CD) i w dwóch wersjach (12").

## Lista utworów

### CD
1. Versus (Radio Cut) (3:42)
2. Versus (Original Mix) (8:14)
3. Versus (Club Cut) (6:25)
4. Versus (Niels Van Gogh Remix) (7:28)
5. Versus (Major Problems Mix) (6:30)

### 12"
1. Versus (Original Mix) (8:14)
2. Versus (Club Cut) (6:25)